# HTTP Strict Transport Security
HTTP Strict Transport Security (HSTS) – mechanizm bezpieczeństwa sieci, który chroni strony przed atakami takimi, jak wymuszone zmniejszenie poziomu protokołu oraz przechwytywanie sesji. Dzięki niemu do serwerów można połączyć się tylko za pomocą przeglądarek, korzystających z bezpiecznych połączeń HTTPS, natomiast nigdy nie dopuszcza on połączeń na bazie niezabezpieczonego protokołu HTTP. HSTS jest uznawany za standardowy protokół przez IETF; został opisany w dokumencie RFC 6797 ↓.
O stosowaniu polityki HSTS serwer informuje użytkownika za pomocą pola znajdującego się w nagłówku odpowiedzi HTTP o nazwie „Strict-Transport-Security”. Polityka HSTS określa czas, w którym użytkownik może być połączony z serwerem tylko poprzez bezpieczne połączenie.

## Historia specyfikacji
Specyfikację HSTS opublikowano jako RFC 6797 ↓ w dniu 19 listopada 2012 po tym, jak została zaaprobowana do proponowanego standardu RFC 2 października 2012 przez IESG. Początkowo autorzy wydali ją 17 czerwca 2010. Nazwa specyfikacji została zmieniona ze „Strict Transport Security” (STS) na „HTTP Strict Transport Security”, ponieważ odnosiła się ona tylko do protokołu HTTP. Mimo tego pole nagłówka odzewu (ang. response header field) HTTP sprecyzowane w specyfikacji HSTS pozostaje nazwane „Strict-Transport-Security”.
Ostatnia tzw. „społecznościowa wersja” specyfikacji, nazywanej wtedy „STS”, została opublikowana 18 grudnia 2009, z poprawkami wniesionymi na podstawie opinii użytkowników.
Oryginalna specyfikacja, której autorami byli Jeff Hodges z PayPal, Collin Jackson oraz Adam Barth została wydana 18 września 2009.
Specyfikacja HSTS bazuje na oryginalnej pracy Jacksona i Barth’a jak opisano w ich artykule: „ForceHTTPS: Protecting High-Security Web Sites from Network Attacks”.
Ponadto HSTS jest realizacją aspektu całościowej wizji poprawy bezpieczeństwa w internecie, którą zaproponowali Jeff Hodges oraz Andy Steingruebl w artykule z 2010 roku „The Need for Coherent Web Security Policy Framework(s)”.
Gdy witryna internetowa wymusza użycie polityki HSTS do użytkowników, zgodne aplikacje użytkowników zachowują się w następujący sposób:
1. Automatycznie zamieniają wszystkie niezabezpieczone odniesienia do witryny na połączenia chronione (np. http://example.pl/jakas/strona/ zmieni się w https://example.pl/jakas/strona/ przed nawiązaniem połączenia).
2. Jeżeli bezpieczeństwo połączenia nie może zostać zapewnione (np. certyfikat SSL serwera jest niezaufany), pokazany zostanie komunikat o  błędzie i użytkownik nie  będzie w stanie skorzystać z witryny[14].

Polityka HSTS pomaga chronić użytkowników sieci przed niektórymi pasywnymi (nasłuch) i aktywnymi atakami. Przy stosowaniu polityki HSTS dla danej witryny przez przeglądarkę, możliwość przechwytywania zapytań i odpowiedzi pomiędzy witryną a  użytkownikiem w ataku pośrednictwa została drastycznie zmniejszona.